# Busscar

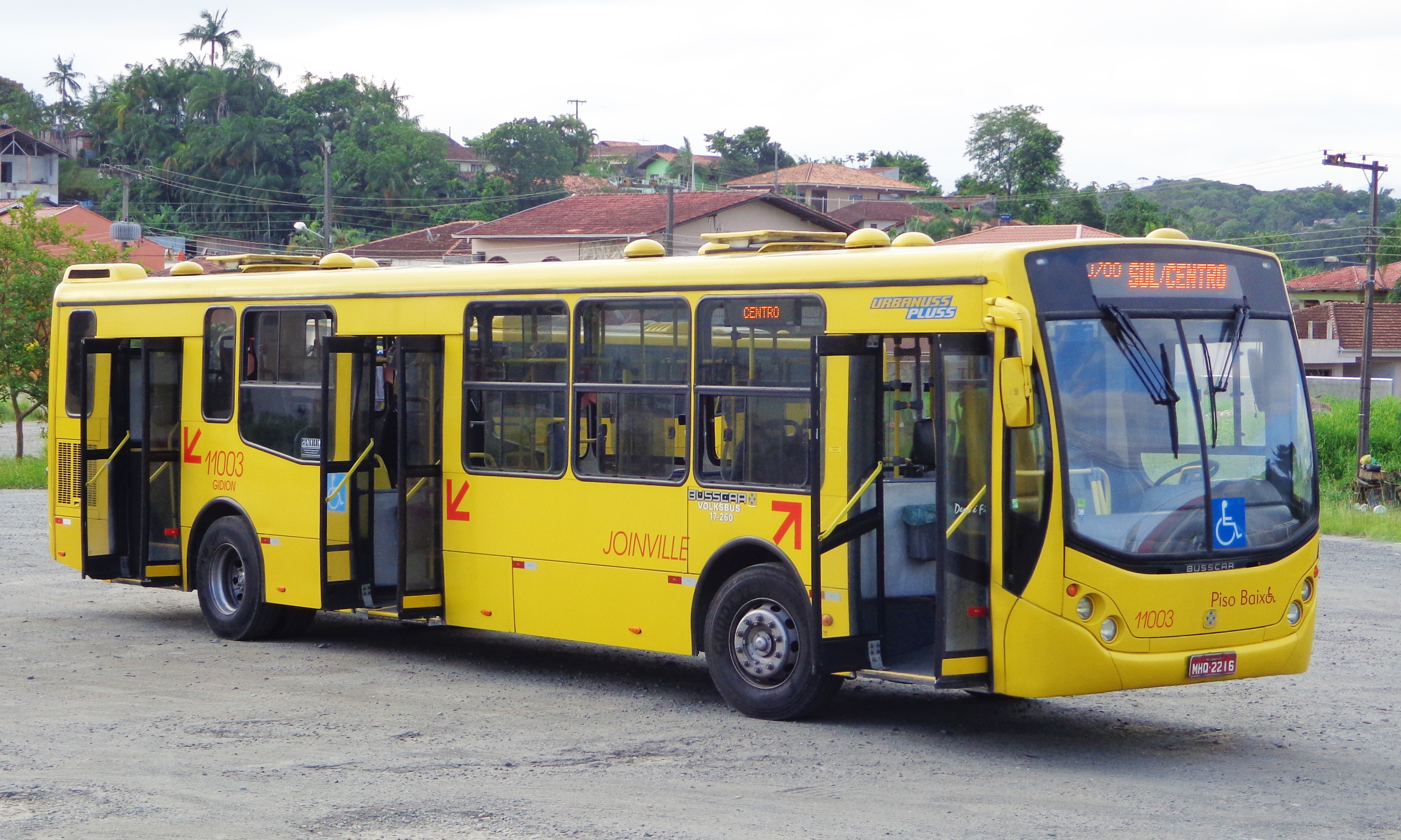
Modèle Busscar Urbanuss Pluss LE Volkswagen 17.260 EOT.

Busscar était une entreprise brésilienne de carrosseries d'autobus, dont le siège à Joinville, Santa Catarina. La société a commencé ses activités sous la marque Nielson, renommée en 1989 en Busscar, formé des termes allemands buss (bus) et car (carrosserie).
L'entreprise est déclarée en faillite en 2012.